# هیوندای آربی (اتوبوس)

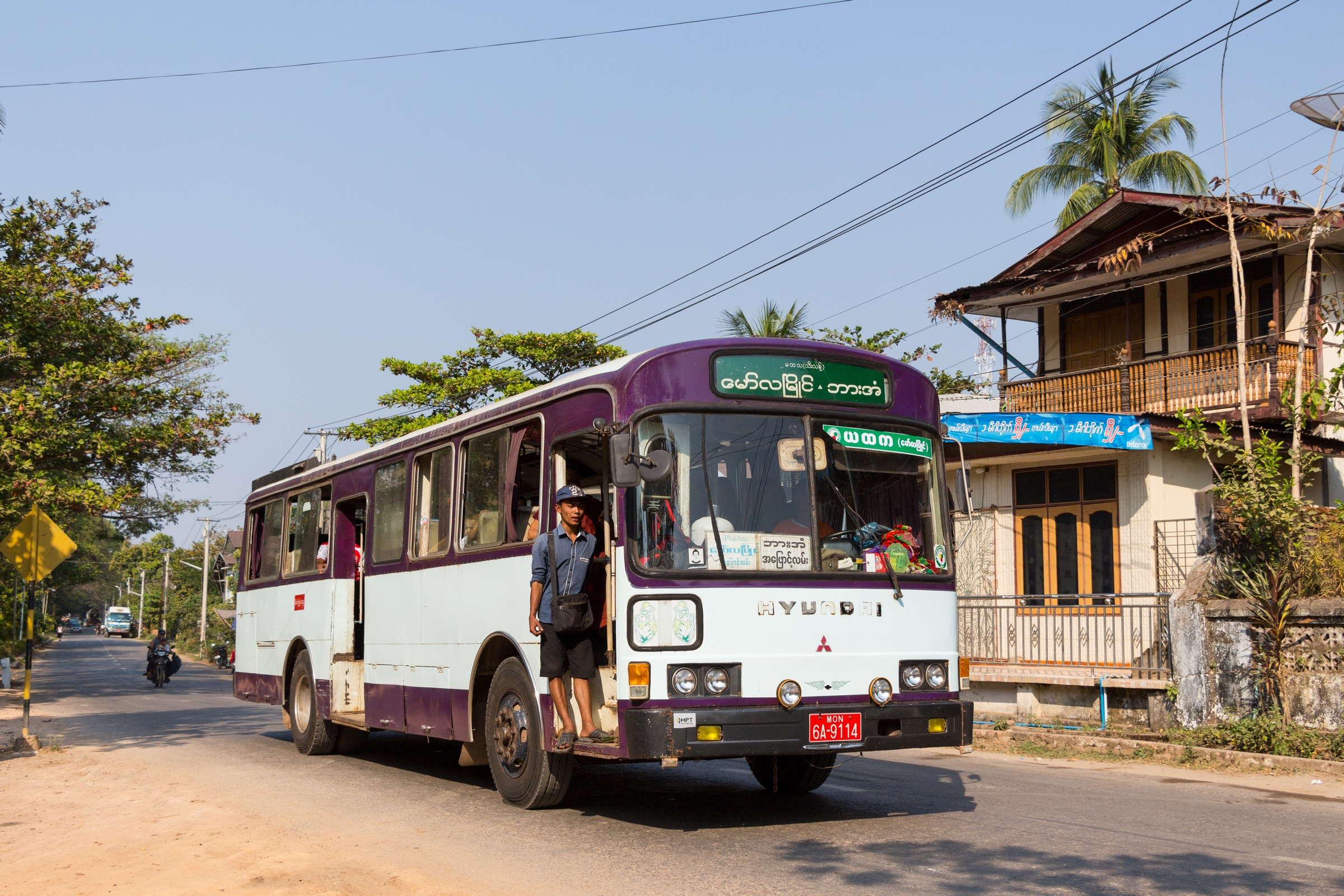
هیوندای آربی-۵۲۰ در پآن، میانمار

هیوندایی آربی (اتوبوس) (Hyundai RB (buses)) خودرویی است که سیستم جعبه‌دندهٔ آن به صورت دستی است.